# Радио Черна гора
Радио Черна гора (на черногорски: Радио Црне Горе / Radio Crne Gore) е радиостанция в Черна гора, част от медиите на общественото Радио и телевизия на Черна гора. Създадено е през 1944 г. Седалището му е разположено в град Подгорица.

## История
През ноември 1944 г. югославски партизани издават заповед за създаване на радиостанция, която започва да излъчва същия месец като Радио Цетине. През 1949 г. радиостанцията е преместена в главния град Титоград и се преименува на Радио Титоград. През 1991 г. тя става част от държавната тогава Радио и телевизия на Черна гора. През 2002 г. тя се преобразува от държавен в обществен радио-телевизионен оператор. С приемането на специфични закони се полагат основите на общественото радиоразпръскване в Черна гора.

## Трофей на Радио Черна гора
През 2014 г. в чест на 70-годишнината на радиото Футболният съюз на Черна гора, заедно с Радио Черна гора, основава наградата „Трофей на Радио Черна гора“, връчвана на най-добрия реализатор в Първа лига на Черна гора.